# Nervilia gassneri
Nervilia gassneri là một loài thực vật có hoa trong họ Lan. Loài này được Börge Pett. mô tả khoa học đầu tiên năm 1990.